# Карл Добрий
Карл I Фландрський (Добрий) (фр. Charles I le Bon de Flandres, бл. 1084 — 2 березня 1127) — граф Фландрії в 1119–1127, син Кнуда IV, короля Данії, і Аделі Фландрської, дочки Роберта I, графа Фландрії. Походив з династії Свейна Естрідсена.

## Біографія
Його батько Кнуд IV Святий був убитий в 1086 році, й мати Карла Адела Фландрська втекла до Фландрії, взявши сина з собою. Карл виріс при дворі свого діда по матері Роберта I і його дядька Роберта II. В 1092 році Адела покинула Фландрію і повторно вийшла заміж за Рожера I, герцога Апулії.
Карл взяв участь в Першому хрестовому поході в 1096 році разом зі своїм дядьком Робертом II, який помер 1111 року. Він став близьким радником нового графа Бодуена VII. До 1118 року Карл одружився зі спадкоємицею графа Ам'єна  Рено II, Маргариті де Клермон.
Бодуен помер бездітним в 1119 році, тому головна гілка Фландрского дому вимерла. Незадовго до своєї смерті він зробив своїм спадкоємцем Карла. Всі знатні дворяни Фландрії і його мати Клеменса принесли присягу на вірність наступнику Бодуена. Незадовго до своєї смерті він став ченцем. Він помер по дорозі в замок Віжнендал і був похований 19 червня в Сен-Бертін і в Сент-Омер і, в присутності його спадкоємця Карла та інших іноземних дворян.
Однак його права на Фландрію рішуче заперечувалися матір'ю Бодуена VII. Графиня Клеменса Бургундська, дружина покійного графа Роберта II, була суперницею Карла. Вона сприяла зведенню на трон свого кандидата Вільгельма Іпрського, незаконнонародженого сина Філіпа де Лоо, брата Роберта II. Карл завдав одне за іншим поразки своїм ворогам, і Клеменс довелося віддати йому частину своїх володінь. Вільгельм Іпрський був узятий в полон, що принесло отримання деяких земель і суми грошей. Карл рішуче розправився з іншими учасниками конфлікту:  Бодуен III, граф Ено разом з Томасом де Марленом, сеньйором де Кусі, був вщент розгромлений Карлом в битві; Готьє, граф Хесдіна позбувся всіх своїх володінь; Гуго II, граф Сен-Поля втратив фортецю Сен-Поль; тільки Есташ III, граф Булоні не загубив свої землі.
Після цих перших військових дій Карл стрімко завоював репутацію доброчесного і щедрого по відношенню до бідних людей, за що й отримав прізвисько «Добрий». Також він був дуже набожним, але в той же час і духовно сильною людиною. Його репутація була така, що йому пропонували стати імператором або королем Єрусалима. Але Карл відхилив обидві пропозиції, заявивши, що для нього переважніше присвятити себе своїм справам у Фландрії. В 1123 році він приєднався до короля Франції Людовику VI, для війни з імператором Священної Римської імперії Генріхом V.
Взимку 1126/1127 року у Фландрії було дуже мало прожитку, зерно зіпсувалося, і скрізь панував голод. Карл активно намагався вжити заходів проти голоду. Але в середу, 2 березня 1127 року, Карл загинув насильницькою смертю в церкві Сен-Донато в Брюгге під час меси.

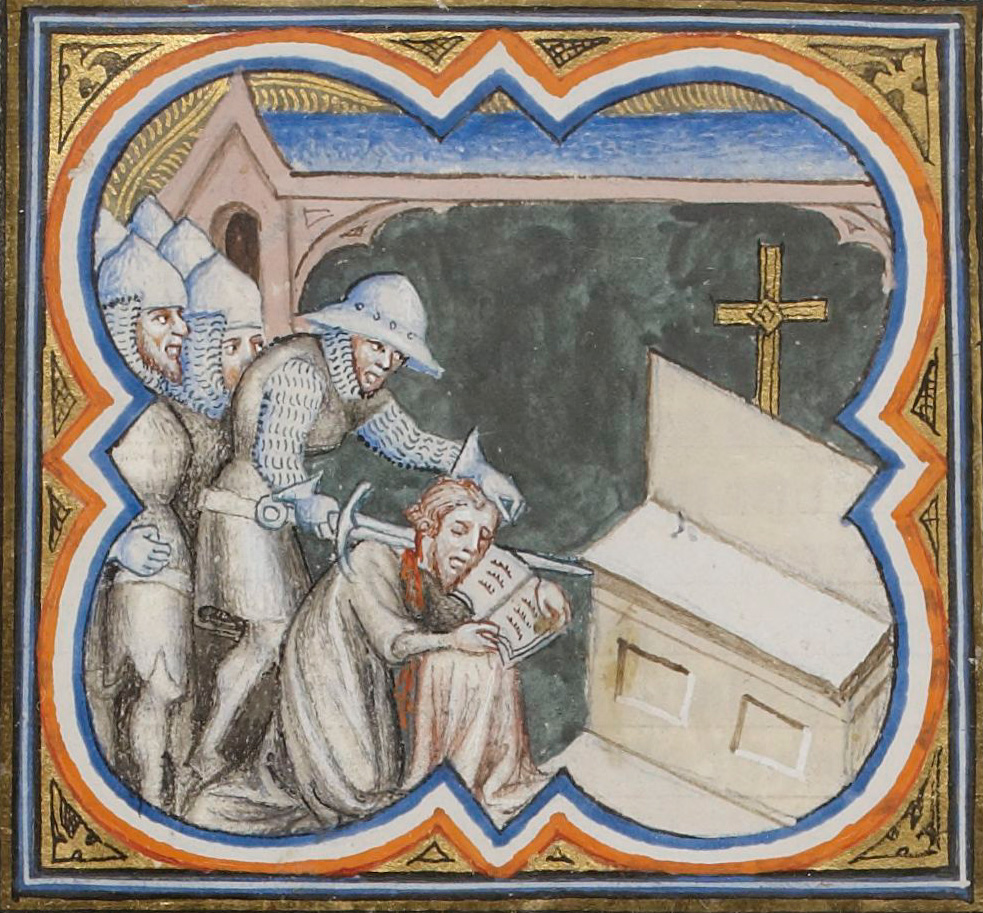
Вбивство Карла I Фландрського

Вбивцями Карла Доброго були продавці зерна, яке незаконно продавалося, вони були незадоволені судом графа, який був спрямований проти них. Він був похований в ризниці Сент-Донат, а пізніше 26 листопада 1606 року були передані Філіпу Рудень, єпископу Брюгге, де і тепер знаходяться у верхній частині храму. З тих пір щороку по ньому служать меси. Карл був дуже популярний, а незабаром став розглядатися як мученик і святий. Він був зарахований до ліку святих в 1883 році папою Львом XIII. Вбивці Карла були заарештовані і замучені до смерті дворянами і простими людьми Брюгге і Гента.
Карл не залишив нащадків у шлюбі з Маргаритою де Клермон, і титул графа Фландрії перейшов до його троюрідного брата,  Вільгельма Клітона, який недовгий час був графом. Після нього Фландрією заволодів Теодоріх Ельзаський.